# Barbus choloensis
Barbus choloensis е вид лъчеперка от семейство Шаранови (Cyprinidae). Видът е уязвим и сериозно застрашен от изчезване.

## Разпространение
Разпространен е в Малави.

## Описание
На дължина достигат до 17,5 cm.